# Lajeosa do Mondego
Lajeosa do Mondego is een plaats (freguesia) in de Portugese gemeente Celorico da Beira en telt 783 inwoners (2001).